# Dorfkirche Altranft

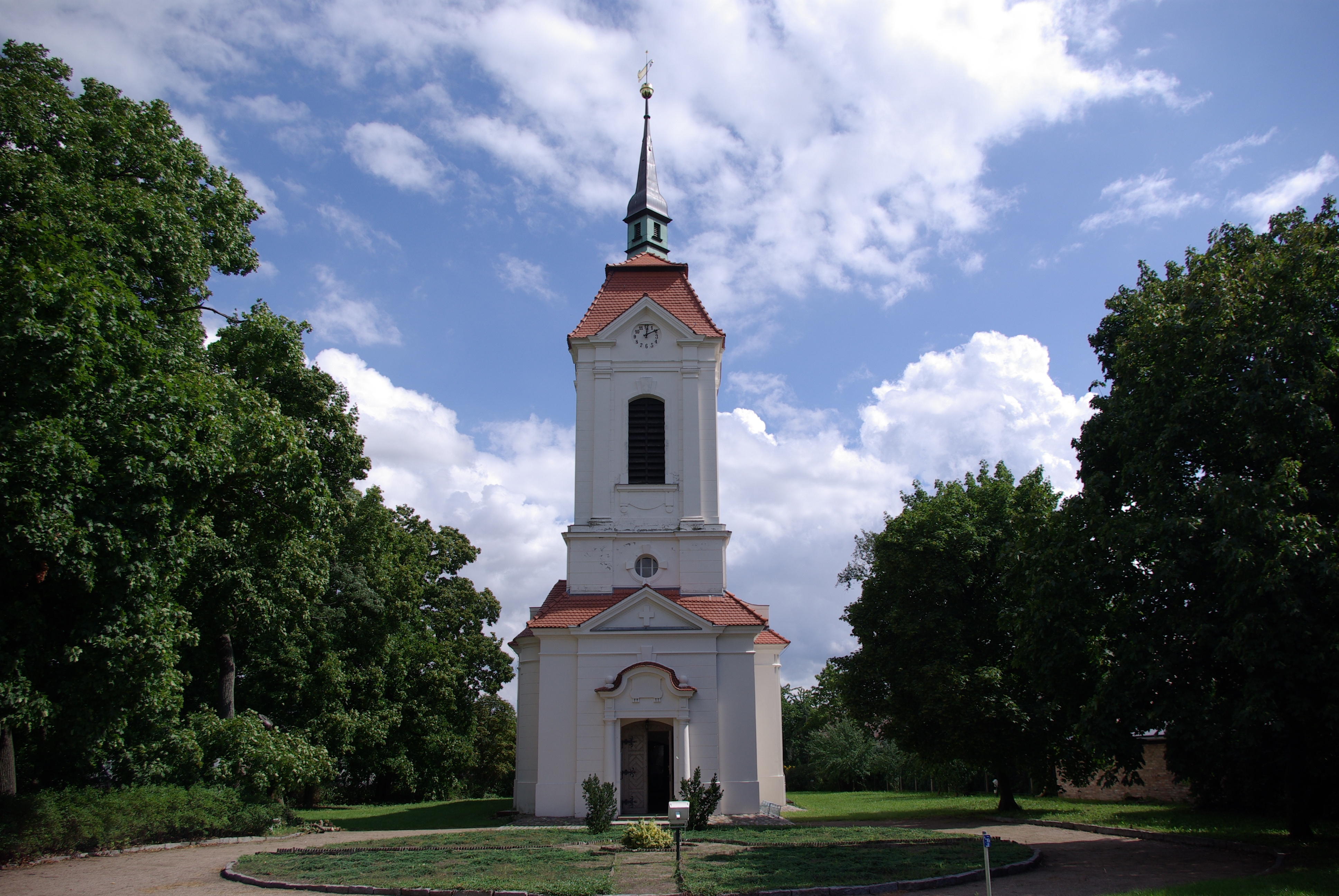

Die Dorfkirche Altranft ist ein Kirchengebäude in Bad Freienwalde (Oder) im Ortsteil Altranft in Brandenburg aus der Mitte des 18. Jahrhunderts. Sie befindet sich in der historischen Mitte des Dorfes. Die Kirche, umgeben von alten Ahornbäumen, ist Teil des Freilichtmuseums in Altranft und steht unter Denkmalschutz. Die Kirchengemeinde gehört zum Pfarrsprengel Alte Oder im Kirchenkreis Oderland-Spree der Evangelischen Kirche Berlin-Brandenburg-schlesische Oberlausitz.

## Geschichte

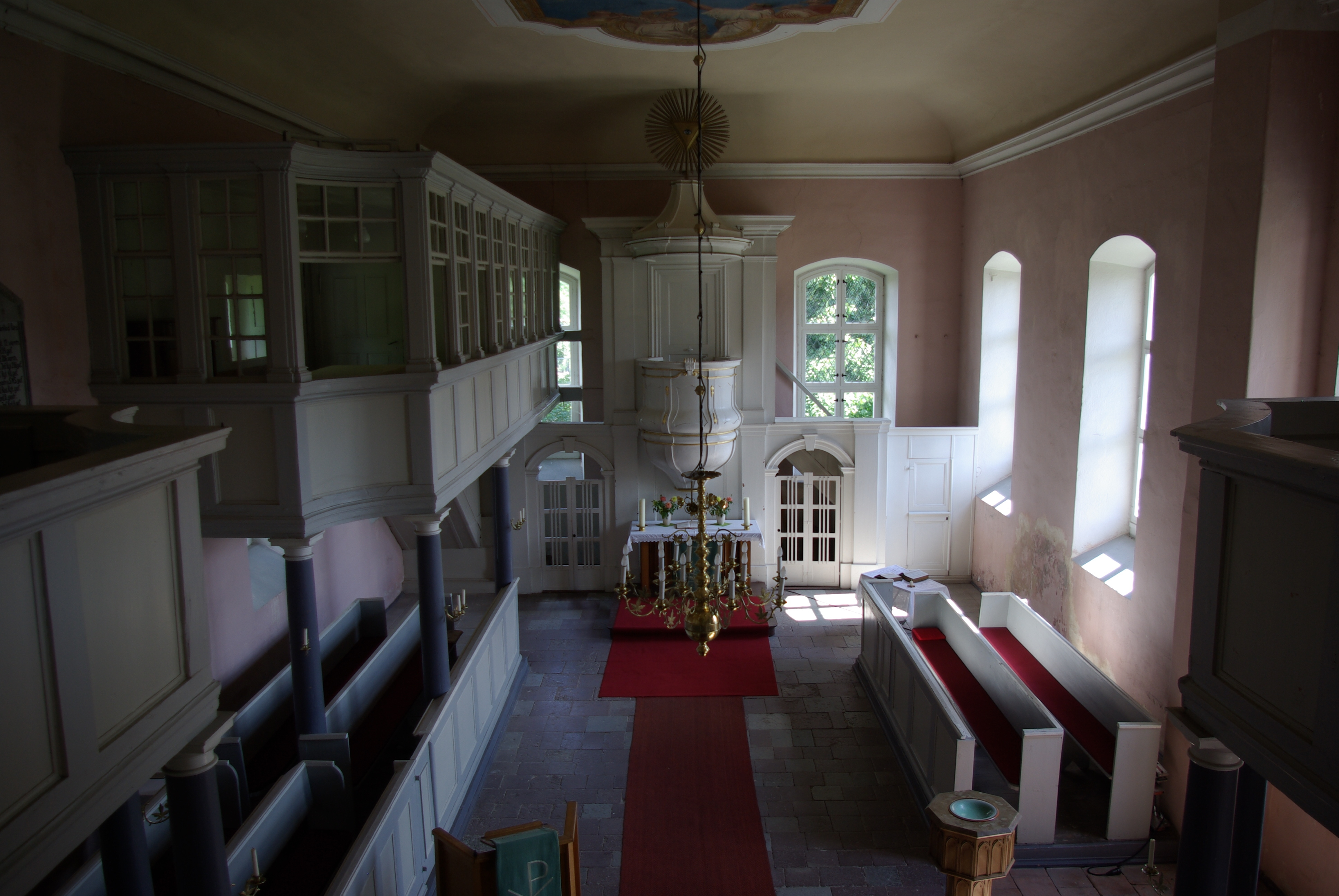
Blick von der Empore auf den Altar, links die Patronatsloge

An der Stelle der heutigen Kirche standen zwei Vorgängerbauten. Über die erste Kirche ist nichts bekannt; sie wurde 1607 durch einen Neubau aus Ziegeln und Feldsteinen ersetzt. Nachdem dieses Gotteshaus baufällig geworden war, errichtete die Gemeinde wiederum ein neues Kirchengebäude, das 1752 eingeweiht wurde. Der Kirchturm kam erst im Jahr 1795 hinzu. In den Jahren 1820 und 1826 wurde die Kirche dann bereits wieder umgebaut.
Der Turm musste im Jahr 1901 erneuert werden. Die spätbarocke Kirche erhielt deshalb als Geschenk der Gräfin Veronika von Hacke (Gutsherrschaft Altranft) einen neuen massiven neobarocken Kirchturm, mit dem das Bauwerk eine weitreichende Blickbeziehung über das Dorf hinaus entfaltet. Die Bauausführung erfolgte durch die Freienwalder Baufirma Otto Seidemann. Weitere Veränderungen gab es 1906, da wurde unter anderem das Kirchendach auf der Orgelseite verlängert. 1947 wurde die Kirche zu einer Winterkirche umgebaut. Die letzte Sanierung konnte 2004 abgeschlossen werden.

## Architektur
Die Kirche ist ein Saalbau mit Westturm, die Fassade ist abgeputzt. Der Turm ist im neobarocken Stil errichtet worden. Die Holztür des Turmes stammt aus der Bauzeit von 1752. Sie ist durch einen überdachten Anbau geschützt.

## Ausstattung

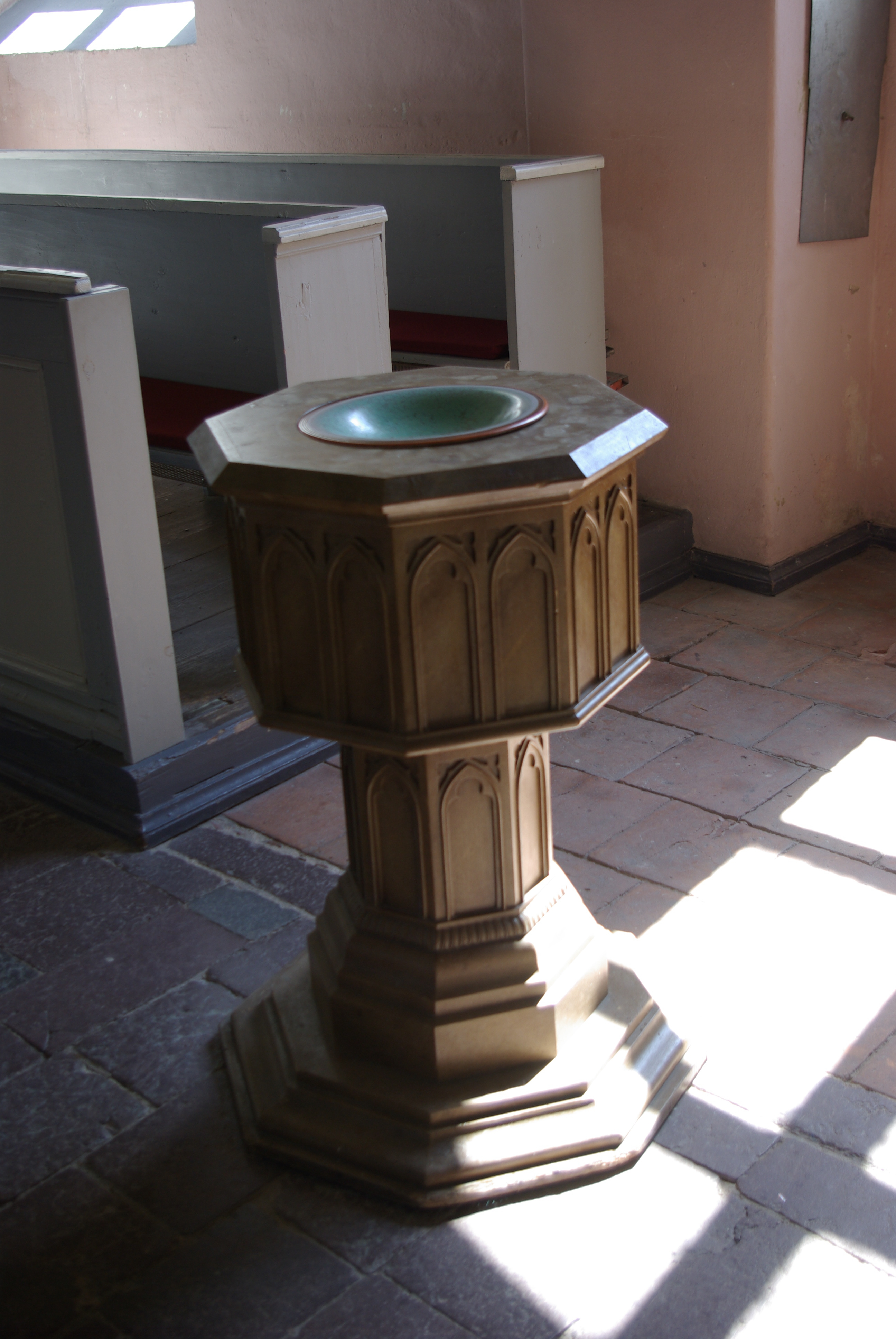
Das Taufbecken

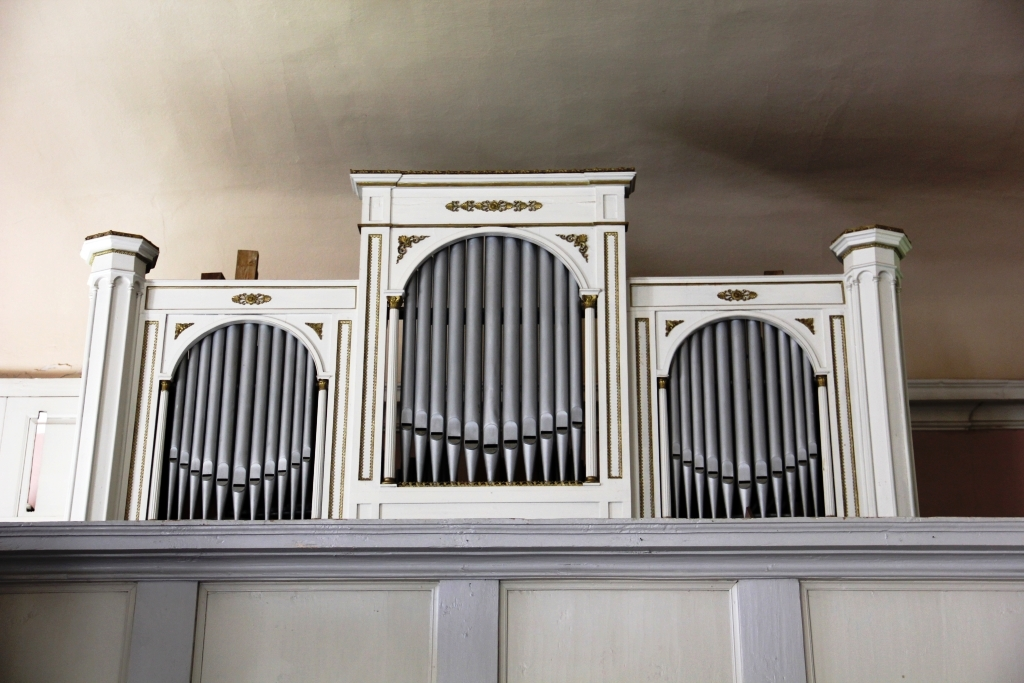
F. Kienscherf-Orgel von 1861

Der hölzerne Kanzelaltar wurde 1752 hergestellt. Über dem Schalldeckel der Kanzel symbolisiert ein Strahlenkranz das Auge Gottes.
Die Decke des Kirchenraumes ist mit einem 1906 angefertigten Gemälde zur Himmelfahrt Christi versehen.
Das Taufbecken wurde im 19. Jahrhundert im neogotischen Stil geschaffen. Die silber plattierte Taufschale, 1826 von Georg Hoffauer (in Leipzig am Markt Nr. 1, später Hof-Goldschmied in Berlin) angefertigt, zeigt das Wappen der Familie von 
Hacke.
Die Orgel stammt aus dem Jahre 1861. Der Hersteller war die Orgelbaufirma Friedrich Kienscherf aus Eberswalde.
Eine hölzerne Patronatsloge als Empore wurde 1826 an der Nordseite der Kirche eingebaut und farbig gestrichen. Die westliche Ecke ist nach innen eingebuchtet.
Der Kronleuchter und die Wandleuchter stammen aus dem Jahr 1893 und bestehen aus Messing. Der Leuchter an der Decke hat acht Arme und ist mit Weinblättern geschmückt. Fünf einarmige und zwei doppelte Wandleuchter, ebenfalls mit Weinblättern verziert, befinden sich in der Kirche.
Ursprünglich verfügte die Kirche über ein zweistimmiges Bronzegeläut, deren älteste Glocke 1679 gegossen worden war, die mittlere im Jahr 1792. Beide mussten im Jahr 1917 zum Einschmelzen für Kriegszwecke abgeliefert werden. Eine dritte Glocke stammt aus dem Jahre 1911 und wurde von der Firma Heinrich Ulbrich in Apolda gegossen.